# Palo Negro (Morropón)
Palo Negro es una localidad peruana ubicada en el distrito de San Juan de Bigote, en la provincia de Morropón del departamento de Piura, al norte del Perú.

## Demografía
En el 2017 tenía una población de 146 habitantes según el INEI.
| Gráfica de evolución demográfica de Palo Negro entre 1993 y 2017 |
|                                                                  |
| Fuentes: Población 1993 y 2017                                   |